# Marmalade (film 2024)
Marmalade è un film del 2024 scritto e diretto da Keir O'Donnell, al suo esordio alla regia.

## Trama
Dopo essere finito in prigione per una rapina finita male, Baron conosce Otis, il suo compagno di cella, a cui comincia a raccontare della fidanzata Marmalade, sua complice nel crimine. Grazie alle sue abilità da mago della fuga, Otis decide di evadere insieme a Baron e riunire i due fidanzati.

## Produzione
La partecipazione al film di Joe Keery, Camila Morrone e Aldis Hodge è stata annunciata nel luglio 2022, mese in cui le riprese si sono concluse in Minnesota.

## Promozione
Il primo trailer del film è stato distribuito il 5 gennaio 2024.

## Distribuzione
La distribuzione del film nelle sale statunitensi e sulle piattaforme digitali on demand è prevista per il 9 febbraio 2024.